# ホパン (料理)
ホパン(Hoppang)は、大韓民国で売られている温かいスナックである。チンパンのコンビニエンスフードで、通常、こし餡が入っている。朝鮮語で「温かいパン」という意味。

## 歴史
ホパンは、それまでは店で購入していた蒸しパンを家庭で簡単に食べられるようにした製品である。
1969年に創業者のホ・チャンソン(허창성)が日本を訪れた際に際に発明された。ホは、パン工場の稼働が少ない冬期に、日本の路上で販売する製品としてホパンを作り、1971年に発売した。

## 用語
ホパンは1970年にSPCグループが開発したチンパンの加工食品の商標名である。熱いパンを吹く時の「ホーホー」という擬声語と朝鮮語でもパンを意味する「パン」を組み合わせた言葉である。またこの言葉には「家族全体が一緒に食べて笑顔になる;ホーホー」という意味もある。この商標名は、すぐにチンパンの加工食品を意味する一般名となった。

## 種類
通常のホパンは、中に甘い小豆餡が詰められるが、野菜と肉やピザのトッピング、カボチャ、ブルダック等を具材としたホパンも一般的である。
蒸すか電子レンジで調理するホパンは、数個組みで、スーパーマーケットや雑貨店で販売されている。また、コンビニエンスストアでは、冬期間に、円筒形の専用の蒸し器で温めたホパンを提供している。

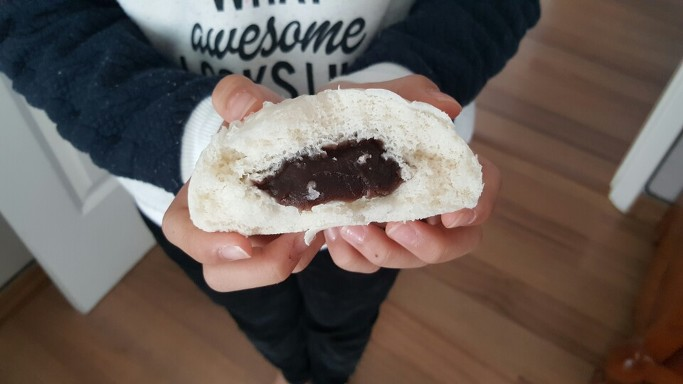
小豆餡の入ったホパン
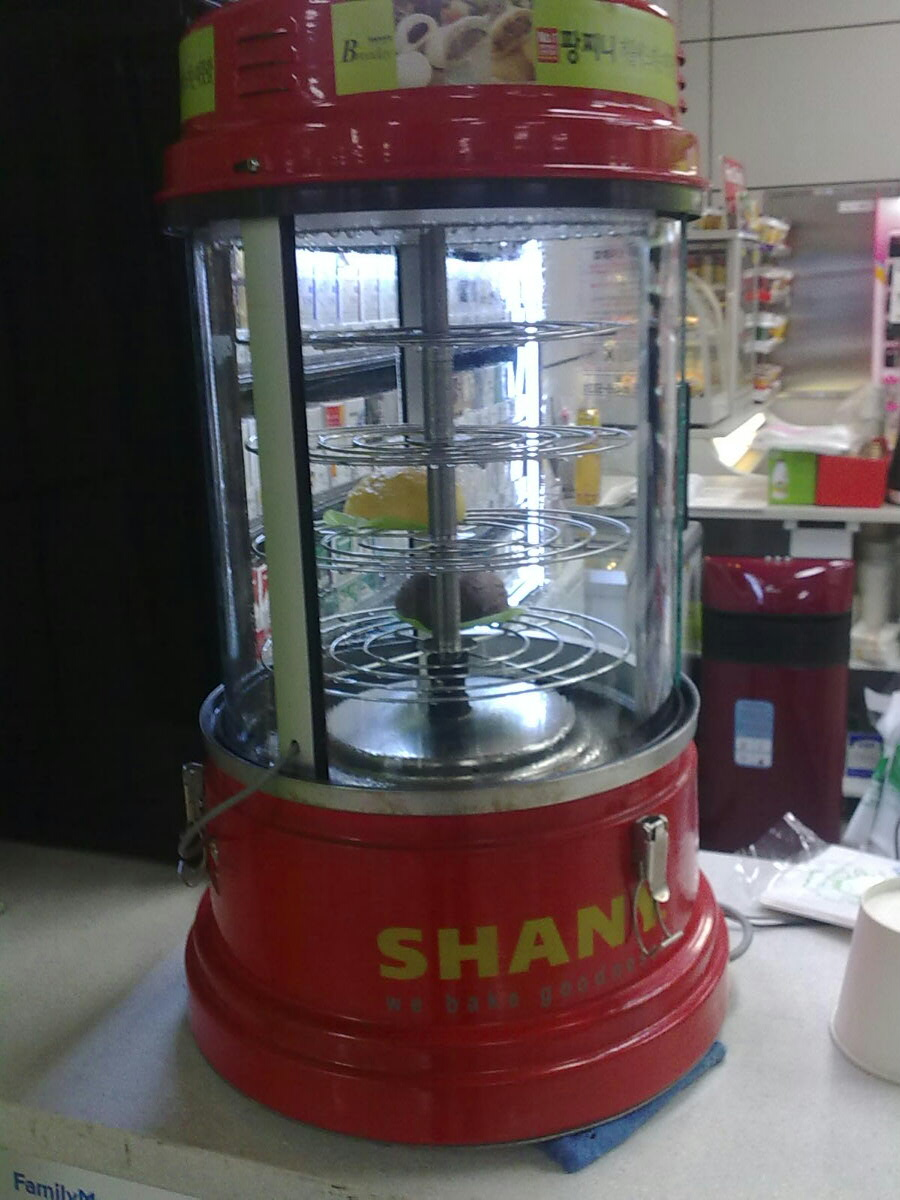
ホパンの蒸し器